# Frank Lampard
Frank James Lampard Jr. (født 20. juni 1978) er en tidligere engelsk fodboldspiller og nuværende fodboldtræner for den engelske klub Coventry City
Som spiller er han mest kendt for sin 13 år lange karriere i Chelsea F.C., hvor han blandt andet har klubrekorden for flest scorede mål. Han er kendt som en stærk offensiv midtbanespiller, der både kan lægge fine afleveringer til holdkammeraterne og også selv er målfarlig, blandt andet på langskud. Da han i 2001 kom til Chelsea, blev han hurtigt en af holdets bærende kræfter, og da han spillede på det engelske landshold var han sammen med Steven Gerrard, der har mange af de samme egenskaber, med til at skabe en stærk central midtbane i en årrække.

## Karriere

### Klubkarriere
Frank Lampard er søn af en tidligere topspiller, Frank Lampard Sr., der som spiller i West Ham to gange blev FA Cup-vinder og fik et par landskampe som back i starten af 1970'erne. Lampard Sr. blev senere assistenttræner i sin klub, og her skaffede han Lampard Jr. ind på prøve i 1994. Frank Lampard Jr. viste hurtigt sit talent, og allerede året efter skrev han kontrakt med West Ham.
Kort efter indgåelsen af kontrakten blev han udlånt til Swansea City, der spillede i landets tredjebedste række, og han fik snart sin debut på holdet. Det blev til 9 ligakampe med et enkelt mål samt et par pokalkampe, inden han i starten af 1996 returnerede til West Ham. 31. januar samme år fik han sin debut i Premier League, men forblev dog reservespiller i resten af sæsonen, hvor et brækket ben i øvrigt betød en tidlig afslutning for Lampard.
Den følgende sæson var han fast mand på klubbens ungdomshold, der nåede pokalfinalen for ungdomshold i denne sæson. I sæsonen 1998-99 blev Frank Lampard omsider fast mand på førsteholdet, hvor han spillede samtlige kampe, da klubben nåede femtepladsen. Klubben havde en række fine unge spillere ud over Lampard, blandt andet Joe Cole, Rio Ferdinand og Michael Carrick. Men klubben kunne ikke holde på dem, og da Lampards ven, Rio Ferdinand, rejste til Leeds United, og i øvrigt hans far og onkel ligeledes forlod
West Ham, besluttede Frank Lampard sig for at skifte til en større klub. Han valgte at blive i London og skiftede til Chelsea F.C. i maj 2001.
Hos Chelsea var Lampard straks en del af førstholdet, men han kunne ikke helt indfri forventningerne og stod i øvrigt i starten i skyggen af Gianfranco Zola. Men fra starten af hans tredje sæson, hvor den russiske oliemilliardær Roman Abramovich havde overtaget klubben, viste han omsider sit store talent. Han var en vigtig brik i Chelseas Champions League-eventyr i sæsonen, der først sluttede i semifinalen med nederlag til AS Monaco.
Sæsonen 2004-05 blev en rekordsæson for Chelsea, og Lampard var nu omdrejningspunkt på holdet. Han spillede samtlige 38 ligakampe og scorede 13 mål. Klubben vandt Liga Cuppen samt det engelske mesterskab og nåede endnu en gang semifinalen i Champions League. Lampard selv blev fremhævet som en af Europas bedste spillere i sæsonen, og han vandt titlen som Englands bedste spiller.
Også i de følgende år har Frank Lampard konstant vist sit høje niveau, og ved slutningen af 2005 blev han to gange valgt til næstbedste spiller efter Ronaldinho, henholdsvis i afstemningen om Årets Fodboldspiller i Europa og FIFA's verdens bedste spiller. Han er desuden meget robust, og han har således sat rekord som den spiller, der har spillet flest Premier League-kampe i træk, nemlig 164 spillet i perioden oktober 2001 til november 2005.
Efter Chelsea F.C.s 5-0 sejr over Sunderland A.F.C. d. 1 november 2008 hvori Lampard scorede sit 100. Premier League-mål udtalte hans manager, Luis Felipe Scolari, at Lampard var verdens bedste fodboldspiller på dagen, og at han var verdens bedste midtbanespiller. Lampard vandt senere prisen som novembers bedste spiller i Premier League. En pris han samlet har vundet 3 gange.
I 2012 var han en del af det hold, der vandt UEFA Champions League for første gang for Chelsea efter sejr i finalen over Bayern München.
I sommeren 2014 forlod han klubben efter kontraktudløb.

### Landsholdskarriere
I 1997 fik Frank Lampard debut på England U/21, hvor han nåede at spille 16 kampe og blandt andet var anfører ved EM for U/21-landshold i 2000.
Han fik sin A-landsholdsdebut i en venskabskamp i efteråret 1999, men der gik flere år, inden han blev fast landsholdsspiller. Han var således ikke udtaget til VM i fodbold 2002, men med hans stærkt forbedrede præstationer på klubholdet blev han herefter snart fast mand. Det første mål scorede han i en venskabskamp mod Kroatien i 2003, og ved EM i fodbold 2004 viste han sig som en af Englands bedste spillere. Han scorede tre mål i fire kampe og blev efterfølgende udtaget til All Star holdet.
Ved VM i fodbold 2006 kunne Lampard ikke på samme måde som tidligere overføre sine præstationer fra klubholdet, og selv om han fik fuld spilletid og havde mange skudforsøg, lykkedes det ham ikke at score overhovedet, selv ikke i straffesparkkonkurrencen i kvartfinalen mod Portugal, en kamp som sendte England ud af turneringen. Han deltog desuden ved VM i 2010, EM i 2012 og VM i 2014. Han stoppede på det engelske landshold efter sidstnævnte slutrunde.

## Træner
Han var fra 2018–2019 træner for Derby County, og 2019–2021 i den engelske Premier League-klub Chelsea F.C... Fra 2022 er han træner for Everton F.C..

### Privatliv
Ud over sin far har Frank Lampard også andre fodboldspillere i familien. Hans onkel, Harry Redknapp, spillede som faderen mange sæsoner i West Ham. Han er nu træner i Queens Park Rangers F.C. Hans søn, Jamie Redknapp (Franks fætter), er tidligere landsholdsspiller.
Frank Lampard bor sammen med Elen Rives, og parret har to børn (født i 2005 og 2007). Han har gået til spansk, hvilket har startet rygter om hans ønske om at skifte til en storklub i Spanien. Men Elen er spansk, og han ønsker, at børnene skal vokse op som tosprogede, og dette er altså grunden til sprogundervisningen.
I sin ungdom var Lampard indblandet i en historie om sex på en træningstur på Cypern, men ellers har han ikke været på avisernes forsider med skandaler.
I april 2008 døde Lampards mor, Pat Lampard, af lungebetændelse. Frank havde siddet de to seneste kampe over grundet moderens sygdom, og han valgte da også at melde afbud til den vigtige Manchester United kamp få dage efter. I selv samme kamp trak hans holdkammerater ved deres scoring til 1-0 en Chelsea-trøje frem med påskriften "Pat Lampard R.I.P.", og klubben udtalte om episoden: "Klubben vil give Frank og hans familie al den støtte, der er mulig. Pat Lampard var et velkendt ansigt her i klubben. Hun så næsten alle de kampe, han deltog i, og næsten uanset hvor de blev spillet henne sammen med Franks far. Pat Lampard vil blive savnet dybt af alle i Chelsea." Lampard takkede offentligt klubben for dens støtte, og da han få dage efter igen var på banen i Champions League semifinalen mod Liverpool F.C., scorede han et vigtigt mål for klubben, som han senere dedikerede til sin far Frank Lampard Senior.
I 2006 udgav han en selvbiografi med titlen Totally Frank.